# برنارد كريبينز
برنارد جوزيف كريبينز (أو بي إي) (29 ديسمبر 1928 - 28 يوليو 2022)، هو مُمثل ومُغني إنجليزي، امتدت حياته المهنية لسبعة عقود.[انحياز] 

## الجوائز والتشريفات
حصل كريبينز على وسام الخدمة العامة، بقفل "فلسطين 1945-1948"، لخدمته في فلسطين مع كتيبة 2/3، فوج المظلات، في 30 مايو 1948، بموجب أمر الجيش رقم 146 لعام 1947. 

## روابط خارجية
- برنارد كريبينز على موقع IMDb (الإنجليزية)
- برنارد كريبينز على موقع روتن توميتوز (الإنجليزية)
- برنارد كريبينز على موقع ألو سيني (الفرنسية)
- برنارد كريبينز على موقع ميوزك برينز (الإنجليزية)
- برنارد كريبينز على موقع أول موفي (الإنجليزية)
- برنارد كريبينز على موقع قاعدة بيانات الأفلام السويدية (السويدية)
- برنارد كريبينز على موقع إن إن دي بي (الإنجليزية)
- برنارد كريبينز على موقع أول ميوزيك (الإنجليزية)
- برنارد كريبينز على موقع ديسكوغز (الإنجليزية)
- برنارد كريبينز على موقع قاعدة بيانات الفيلم (الإنجليزية)